# Cristiano Scalabrelli
Cristiano Scalabrelli, né le 28 novembre 1970 à Manciano, est un footballeur italien devenu international de beach soccer. Il évolue au poste de gardien de but.

## Biographie

### Football
Formé au Groupe Sportif de Sauro puis dans le club de Cuoiopelli, Cristiano Scalabrelli passe en Serie A lors de la saison 1988-1989 avec le club du Torino FC mais ne dispute aucun match. La saison suivante, Scalabrelli retourne à Cuoiopelli en Serie C2, où il joue 32 matchs concédant 34 buts.
Après avoir rejoint le SSC Naples en tant que troisième gardien derrière Giovanni Galli et Giuseppe Taglialatela (it), Scalabrelli rejoint pendant deux saisons (1991-1993) Giarre en Serie C1, où il fait 51 apparitions pour 34 buts encaissés.
En 1993, il est embauché par la Fiorentina où il est remplaçant de Francesco Toldo en Serie A. En violet, il vit ses débuts dans l'élite le 15 avril 1995 contre le Napoli pour une victoire 4-0, il joue 6 autres matchs en 2 saisons. À la fin du deuxième exercice, il est prêté à l'AS Lucchese en Serie B, d'abord en tant que titulaire mais les Toscans engagent Giovanni Galli qui devance de nouveau Scalabrelli dans la hiérarchie faite.
En 1996, il succombe aux avances de Cosenza, à nouveau en Serie B, puis passe à Cesena en Serie C1, où il trouve sa place dans l'équipe. Avec son équipe, il est promu en Serie B en 1998 et reste en Romagne pendant trois saisons. En septembre 2000, il déménage à Plaisance. Sous les ordres de Walter Novellino, il remporte sa deuxième promotion en Serie A comme remplaçant de Flavio Roma. À la fin de la saison, pas confirmé, il est embauché par Ternana Calcio pensionnaire de Serie B, il joue son seul match en remplacement de Sergio Marcon (it) et voit son club être relégué en Serie C1.
Non conservé, il s'engage avec Forlì, club de Serie C2, aux côtés de Massimo Agostini puis avec Tivoli. Après une saison en Serie A à Santarcangelo, il part en février 2006 pour Bellaria qui dispute ses derniers matchs en Serie C2.
En 2007 Scalabrelli quitte l'Italie pour Saint-Marin et le SS Murata où il retrouve Massimo Agostini. Régnant sur le championnat national, il prend part au premier tour de qualification de la Ligue des champions contre Tampere United de la Finlande. La saison suivante c'est face aux suédois de l'IFK Göteborg.

### Beach-soccer
En 2005, Cristiano Scalabrelli remporte l'Euro Beach Soccer League. Il totalise 36 sélections en équipe d'Italie de beach soccer sous la direction de Massimo Agostini.

## Palmarès

### Football
AC Fiorentina
- Champion de Serie B en 1994

 AC Cesena
- Champion de Serie C1 en 1998

 SS Murata
- Champion de Saint-Marin en 2008
- Vainqueur de la Coupe de Saint-Marin en 2008
- Vainqueur de la Supercoupe de Saint-Marin en 2008

### Beach-soccer
Vainqueur et meilleur joueur de l'Euro Beach Soccer League en 2005

## Statistiques
Cristiano Scalabrelli prend part à la Coupe du monde de beach soccer 2006 durant laquelle il prend part à 3 matchs pour autant de défaites, encaissant 11 buts.